# 让·巴尔号战列舰 (1940年)
让·巴尔号战列舰（法語：Jean Bart）是一艘第二次世界大战期间的法国戰艦，名字来源自大同盟戰爭中活跃的法国私掠船长，本艦為第二艘使用此名的軍艦。
作为敦刻尔克级战列舰的升级版的黎赛留级战列舰的第二舰，让·巴尔号（同姐妹舰黎賽留號）被建造用于对抗意大利海军的新型战舰，該艦的速度、保護、武器、以及整體技術堪稱是當時最先進的水準，但是只有主要武器的設置較為奇特，其前甲板以超射布局装设2座四联装主砲砲塔，后甲板则不设主炮。
作为世界上最后一艘完工服役的战列舰，让·巴尔号的命运非常波折，該艦于1936年12月于卡科船坞（后来改名“让巴尔船坞”）开建。1940年五月，在法國向納粹德國投降後，将这条建了一半的战列舰從聖納澤爾送到德国空军的打击半径之外的北非卡薩布蘭卡。1942年，讓·巴爾號為了在火炬行動中抵抗美軍登陸，遭美軍擊傷而擱淺在卡薩布蘭卡港口。戰後，讓·巴爾號開始整修，完成與更新艦上的防空武器，並在1955年開始服役。
讓·巴爾號的服役生涯很短暫；1957年時讓·巴爾號就被編至後備役，1961年時就退役，並在1969年拆解。

## 設計
為了制衡義大利在1934年宣布建造兩艘維托里奧·維內托級戰艦，法國當局決定開始建造黎希留級戰艦，首艘艦黎希留號在1935年開始安置龍骨。當德國分別在1935年11月與1936年6月開始建造兩艘俾斯麥級戰艦時，法國當局決定開始建造黎希留級二號艦—讓·巴爾號。
由於讓·巴爾號與黎希留號為同級船，在建造時兩艦的參數多有雷同，如在標準排水量上兩艦皆為35,000-長噸（35,562-公噸），船身尺寸兩件也相同（船長：247.85-（813-英尺）；船寬：33.00-（108-英尺）；吃水深度：9.22-（30.2-英尺））在裝甲、防護、推進系統等也皆相同。
主要武器配置上，讓·巴爾號同黎希留號參考前一型敦刻爾克級戰艦，將兩門四聯裝以超射布局設置在前甲板上。主砲使用四聯裝砲塔的提議可追溯至第一次世界大戰結束前法國海軍預計建造諾曼第级與里昂级兩戰艦計畫，而四聯裝砲塔也是法國在1920年代戰艦設計的一大特色。而將主砲全至於前甲板的設計，則是受到英國在1922年時建造的纳尔逊级戰艦的影響。
讓·巴爾號主要武器為380（14.96英寸）口徑主砲，總船長60%的裝甲帶厚度為327（12.9英寸），在總噸位上則處在華盛頓海軍條約中35,000噸的限制邊緣。在最高航速可達32節（59每小時；37英里每小時）的狀況下，讓·巴爾號的航速超越除愛荷華級以外的所有美國戰艦。

## 性能概況

### 武器裝備
讓·巴爾號的主要武器使用8門380公釐45倍徑1935年式主砲，並置於艦艏的2座四聯裝1935年型砲塔內。副砲則使用9門152公釐55倍徑1930年式火砲，並置於船艉3座三聯裝1936年型砲塔內，3座副砲砲塔以品字型方式排列。
自1936年到1938年間，共有21門380公釐45倍徑1935年式主砲在呂埃爾海軍火炮建造部門被建造。其中有16門預計安裝在黎希留號與讓·巴爾號上，2門留在呂埃爾，另有3門移至洛里昂附近的加夫雷（Gâvres）射擊試驗場。在這當中只有12門真正地安裝在兩艦上，其中黎希留號8門全數安裝，讓·巴爾號則因納粹德國入侵，只安裝完第一砲塔的4門火砲。未安裝的9門砲最後在1940年落入納粹德國手中，其中未安裝的一門在1940年6月由首席機械師勒斯坦（Mecanicien Principal Lestin）號貨輪運往卡薩布蘭卡時，在吉龍德河口遭到納粹德國空軍空襲而沉沒，而該砲管原預計要安裝在讓·巴爾號第二砲塔上。
1939年11月，法國當局預定要重新分配黎希留級的152公釐口徑副砲組，以便安置在第三艘同型艦克里蒙梭號，由於黎希留號後方的副砲砲座與裝甲已設置完成，相對應原預計要安裝在讓·巴爾號上的砲座沒有安裝上去。當讓·巴爾號在1940年6月駛離聖納澤爾時，後方3座152公釐口徑副砲砲塔組還未安裝在艦上。

#### 防空武器
讓·巴爾號與黎希留號兩艦皆有安裝100-（3.94-英寸）口徑1930年式CAD砲塔，亦在取代艦上短缺的152公釐口徑副砲火力。讓·巴爾號最後安裝90-（3.54-英寸）口徑1930年式CAD砲塔，該砲塔已經大量使用在拉·加利索尼埃級巡洋艦上。90-（3.54-英寸）50倍徑1926年式火砲使用的是OEA 1925年型砲彈，該砲彈重9.5-（20.9-英磅），槍口初速為850 m/s，射程最大範圍為15,440-（16,900-碼），砲管在最大升限80度時射程最大範圍為10,600-（34,800-英尺），射速在理論上為10-15rpm，實際上測得為6-8rpm。
在1940年6月從聖納澤爾撤離後，由於很難安置37公釐口徑1935年式ACAD雙管自動火砲等配件，因而使用37公釐口徑1933年式CAD雙管自動火砲代替，該武器用於敦克爾克級與黎希留號上，而剛好有少部分庫存供讓·巴爾號使用。
當讓·巴爾號抵達卡薩布蘭卡後，艦上已安裝90公釐口徑CAD防空炮，然而在匆匆安裝下，該火炮沒有適合的彈藥可供使用；另外有同樣狀況的還有37公釐口徑1933年式CAD雙管自動火砲，以及2座四聯裝與4座兩聯裝13.2公釐口徑重機槍，這些武器也缺少目標指向器與專屬的射控系統。

#### 射控系統
讓·巴爾號的射控系統預計與黎希留號雷同，但在離開法國聖納澤爾前，艦上並未安裝安裝射控系統與測距儀，甚至連原本預計要裝在第1號砲座上的14-（46-英尺）長的立體測距儀也未安裝。

#### 艦載機設備
讓·巴爾號在設計時預計可搭載艦載機，但在離開法國前仍未完工，當時艦上的航空設施不完整，只有彈射器基座、升降機、起重機的基座等已經完成。

### 裝甲防護
讓·巴爾號裝甲設計與黎塞留號幾乎雷同，以下為讓·巴爾號裝甲厚度資訊：
- 裝甲帶傾斜15°24'，共327（12.9英寸）厚。其界於主框架51.50到182.95公尺處，載重吃水線以上3.38（11.1英尺）與2.50（8.2英尺）以下處。
- 船頭與船尾水密艙壁裝甲厚233（9.2英寸），在第1與第2平台甲板間的水密艙壁裝甲更加厚至355（14.0英寸）。
- 上層甲板部分，位於機械設備上方的裝甲厚度為150（5.9英寸），在主砲彈藥庫則加厚至170（6.7英寸）。下層甲板厚約40（1.6英寸），為了加強保護船體前半部，延伸到船骨的裝甲厚度增至233（9.2英寸）。在船尾橫向艙壁後方，螺旋槳軸上方裝甲甲板厚100（3.9英寸），舵機上方裝甲更加厚至150（5.9英寸）。

讓·巴爾號司令塔前方與側方裝甲厚度與黎塞留號同為340（13英寸）。艦上第二380公厘口徑主砲砲塔因為在離開法國時沒有安裝火炮，因而只有鋼架而沒有裝甲甲板。
水下防護設計方面，讓·巴爾號幾乎參照黎塞留號，建造最大寬度為7（23英尺）的隔艙。這些隔艙包括三明治防雷隔間、輕型水密隔艙、在隔間之間填充水或是泡沫橡膠等物質、多重內浮力隔艙等設施吸收來襲魚雷的爆炸力。

### 推進系統
讓·巴爾號上的推進系統同樣由4具帕森齒輪傳動汽輪機與6具英德萊特蘇拉特（Sural），但在1940年時只有後鍋爐房的鍋爐和後機房的渦輪機工作正常。在1940年6月6日至7日間，只有2個螺旋槳安裝在外軸上。

## 服役歷程

### 法國第三共和時期
讓·巴爾號在1936年12月庞韦特造船厂卡科船塢放置龍骨，該處又被稱為讓·巴爾船塢。1940年3月6日，讓·巴爾號正式下水，並從原本建造用船塢轉移至裝修用船塢，當時預計1940年10月能離開船塢。1940年5月，為避免在納粹德國空軍的打擊半徑遭到攻擊，法國海軍計畫將這艘尚未完工的戰艦移至英國或法屬非洲。然而在裝修用船塢中，讓船在船塢內浮起會因為土壩而與航道分離。1940年5月底，當納粹德國在法國戰役即將獲得勝利之際，法國海軍開始疏通土壩，使讓·巴爾號能在6月20日靠著大潮離開船塢。在離開法國時，讓·巴爾號已經安裝一半的推進系統，以備不時之需。6月18日，德國陸軍開始靠近，讓·巴爾號的艦長收到命令，要他立刻駛離法國本土或是鑿沉該艦。疏浚工作在第二天中午時完成，然而建造的通道對該艦非常狹窄。6月19日凌晨，德國先遣部隊即將抵達聖納澤爾，此時讓·巴爾號工程只完成75％，而艦上的蒸汽發動機也從未使用過，在德國轟炸機的威脅下，讓·巴爾號不得不隨四個拖船從聖納澤爾逃離。1940年6月22日，讓·巴爾號以22節（41每小時；25英里每小時）航速抵達卡薩布蘭卡。抵達卡薩布蘭卡後，讓·巴爾號建造進度就此完全停擺。

### 維希法國時期

#### 卡薩布蘭卡

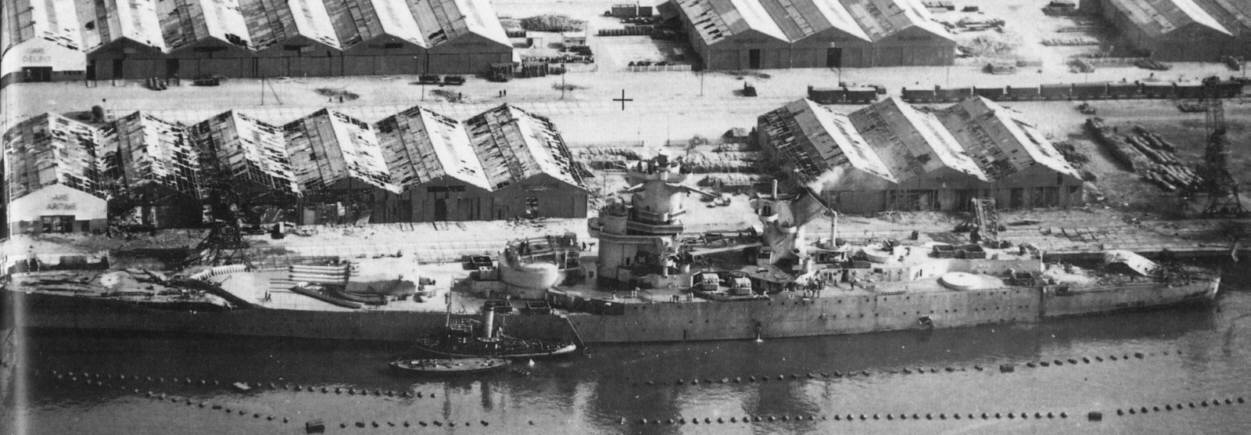
讓·巴爾號停靠在卡薩布蘭卡港內，該艦此時還未建造完工。該照片由美國遊騎兵號艦載機拍攝。

讓·巴爾號在抵達卡薩布蘭卡後，一直停靠在港內，由於造艦工程尚未完工，艦上十分缺乏設施。
1941年間，14（46英尺）長的OPL1937年型雙工測距儀安裝在前船樓第8平台上，另一具8（26英尺）長的OPL 1937年型雙工測距儀安裝在第二主砲砲塔上方。還有一具3（9.8英尺）長的SOM測距儀安裝在司令塔上方，並用於導航上。10月時，2具射控系統從敦克爾克號拆卸下來，並與3（9.8英尺）長的SOM測距儀安置在讓·巴爾號的船舶駕駛臺側翼。
1942年4月，為了提升防空能力，艦上加裝4座37公釐口徑1925年式單裝CAD，以及2座90公釐口徑雙聯裝防空炮。1942年5月，法國海軍針對讓·巴爾號的380公釐口徑主砲進行標準射擊測試，由於艦上沒有射控系統，在射擊時使用三角量測法代替，並依靠艦上前船樓、以及位於西迪·阿德哈馬內（Sidi Abderhamane）與達布阿札（Dar Bou Azza）的岸上站台當作三個基準點。1942年6月，2座37公釐口徑1933年式雙聯裝半自動CAD防空炮取代37公釐口徑1925年式單裝CAD，但有一具最後被卸下來。法國研發的DEM 早期雷達之後也安裝在艦上，前船樓上更有2具雷達旋轉天線，該雷達於1942年10月開始使用。1942年11月初，15座90公釐口徑防空炮加裝在讓·巴爾號上。

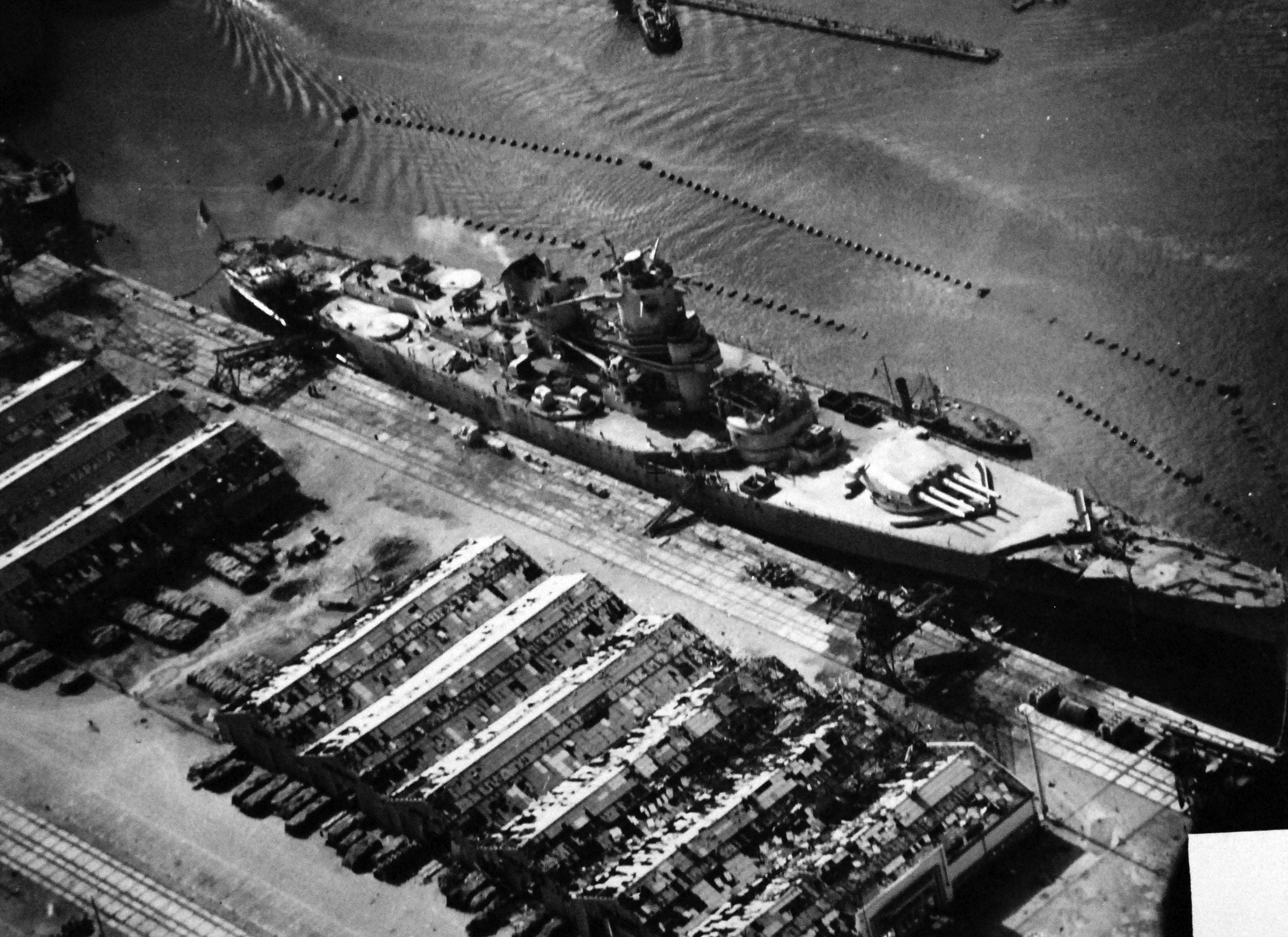
讓·巴爾號正遭美國遊騎兵號的艦載機攻擊。

#### 火炬行動
1942年11月8日凌晨，英美聯軍在遠征軍總司令德懷特·艾森豪指揮下，1700架戰機掩護著655艘戰艦和運輸船，護送陸軍開始從卡薩布蘭卡、奧蘭、阿爾及爾一帶登陸，展開火炬行動。維琪法國政府下令對同盟國展開反擊，以保衛中立的法屬摩洛哥，而這舉動引發了卡薩布蘭卡海戰。
此時以海上浮動砲台形式存在的讓·巴爾號在接到向敵軍開火的命令後，用僅有的一座380（15英寸）口徑主砲向支援英美聯軍登陸的作戰船艦發起攻擊。該艦的獨特構造使在只有一座主砲的情況下，依然可以保持四門火砲的威力。艦上使用的380（15英寸）主砲砲彈將近一噸，正在登陸的聯軍在如此強悍的火力下損失慘重。美國遊騎兵號上出動飛機對其進行攻擊，俯衝轟炸機的攻擊對讓·巴爾號造成中度傷害。負責掩護盟軍登陸行動的美國麻薩諸塞號戰艦也用九門406（16.0英寸）口徑主砲進行反擊，並在第五次射擊時將讓·巴爾號的主炮旋轉系統打壞，迫使讓·巴爾號主砲無法繼續運轉。擊中讓·巴爾號的7個406（16.0英寸）穿甲彈中的其中1個還穿越上層甲板並在1座還未安裝152（6.0英寸）火炮的空砲座彈莢引爆。在正常的戰爭情況下，該事件會造成災難性後果。這些砲座彈莢的薄弱裝甲早在之前已得知，並預計在尚未建成的加斯科涅號上進行修正。
讓·巴爾號上的380（15英寸）口徑主砲很快就被修復，並在11月10號再度開火，這次射擊幾乎擊中第34特遣艦隊旗艦奥古斯塔號巡洋艦。然而，這次美國遊騎兵號上的俯衝轟炸機的反擊對讓·巴爾號造成嚴重傷害，兩顆炸彈直接命中讓·巴爾號的船頭與船尾，艦艇甚至沉到甲板與水面一樣高。在美國的海空夾擊下，沒有機動能力的讓·巴爾號傷痕累累，最後不得不在港內擱淺自救。讓·巴爾號的指揮官巴特（Barthes）在此戰後於1942年11月8日晉升為海軍准將。在卡薩布蘭卡海戰的3天中，讓·巴爾號發射25輪380（15英寸）主砲砲彈，另有22位水手死亡。

### 同盟國時期

#### 新建造方案？

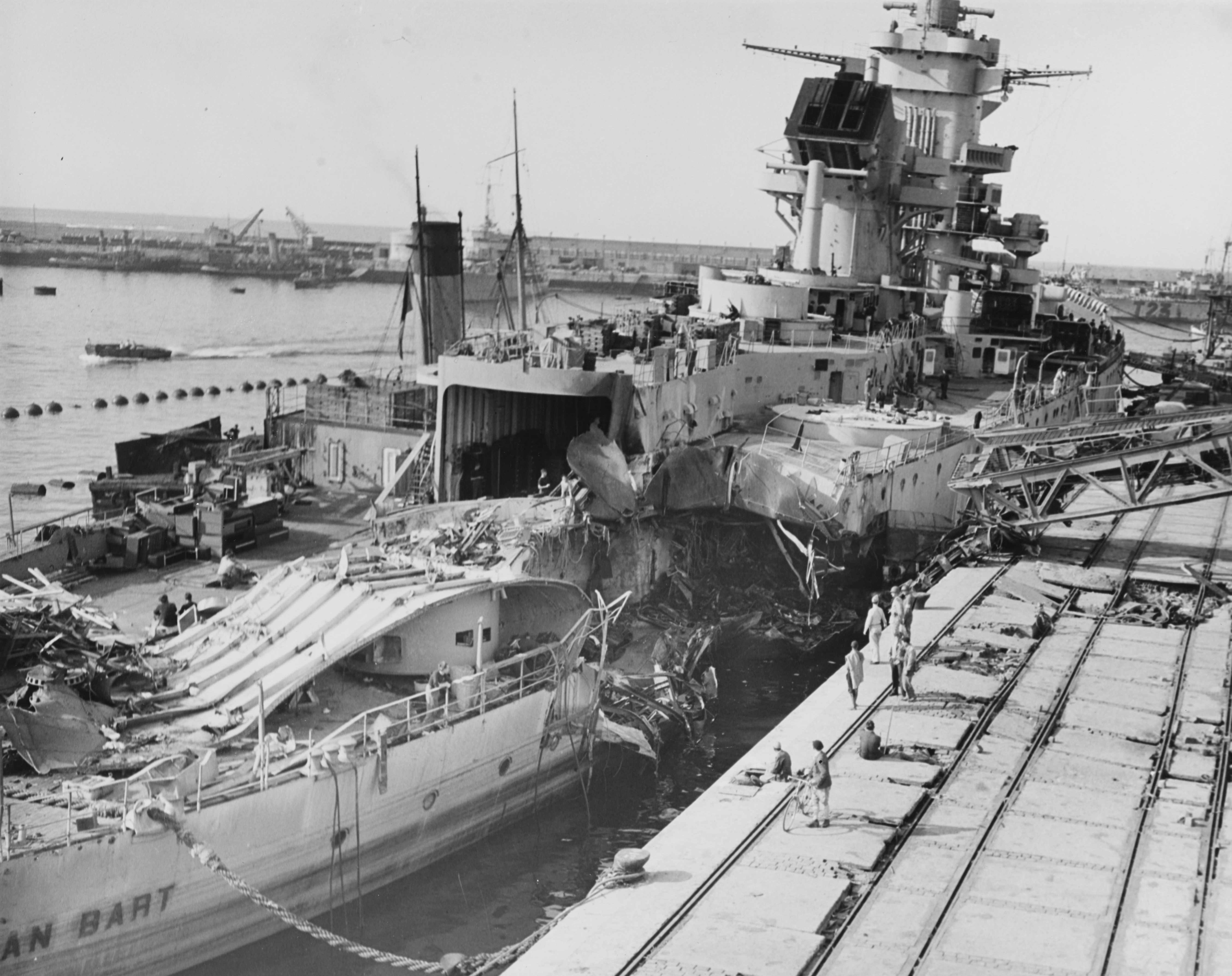
1942年11月16日，讓·巴爾號因損壞過重而擱淺在卡薩布蘭卡港內。

在法屬北非加入同盟國陣營後，法國當局希望能仿照黎希留號模式，在美國完成讓·巴爾號建造工程。然而為了修復在達喀爾戰役受損的黎希留號，法國當局決定先將讓·巴爾號第1號砲塔的四隻火炮拆卸下來，運至美國並裝在黎希留號受損的第2號砲塔上。
讓·巴爾號接著迅速調整成能夠橫越大西洋的航速狀態，而以芬納德（Fenard）海軍中將為首的法國海軍使團也抵達美國，除了與美國海軍討論讓·巴爾號建造方案，並開始物色能建造讓·巴爾號的美國船廠。
1943年5月，讓·巴爾號新建造方案出爐，第一方案是將讓·巴爾號轉為航空战列艦。在此方案下，預計拆除自1940年來停靠在亞歷山大港的洛林號340（13.4英寸）公釐口徑主砲，並裝在讓·巴爾號上，而讓·巴爾號將只設置這1座主砲。防空方面將加裝15座美國製127（5英寸）口徑雙聯裝火砲，6座波佛斯40（1.6英寸）口徑機槍，多座厄利孔20毫米機炮。艦載機方面則可容納6架飛機，預計容納的機型可能有TBF復仇者式轟炸機、梭魚式魚雷轟炸機與F6F地獄貓戰鬥機、海火式戰鬥機等三種配置類型。
讓·巴爾號的第二個較便宜的建造方案是將該艦轉為防空戰列艦，主砲配置與前一方案相同。防空配置上則是加裝17座127（5英寸）公釐口徑火砲，12座波佛斯40（1.6英寸）口徑機槍。然而，美國海軍司令部人員認為美國的造船廠無法輕易地複製法國的造艦技術，而且也沒有符合法國軍艦的零件；所有的建造方案在1944年3月被時任美國海軍作戰部長恩斯特·金恩否決，而讓·巴爾號只能繼續停留在卡薩布蘭卡。
當戰爭接近尾聲時，法國海軍在1945年2月22日決定不將讓·巴爾號報廢，但是該如何繼續該艦的建造工程仍困擾著當局。1945年9月21日，曾在1930年代參與設計霞飛級航空母艦的海軍建造部長路易斯·康在法國海軍委員會（French Navy Board）會議上提議將讓·巴爾號轉為排水量40,000公噸（39,000長噸）的航空母艦，並可容納40到54架艦載機。然而該計畫預計將花費5億法郎，建造工程需至少要5年以上。芬納德與亨利·諾米兩位海軍上將反對此建造方案，因為此時其他國家的航空母艦都可容納此方案兩倍的艦載機容量，例如當時還在建造中的英國鷹號航空母艦，該艦標準排水量只有36,800長噸（37,400公噸），滿載排水量為46,000長噸（47,000公噸），並預計可容納80架艦載機。巴爾若（Barjot）海軍准將指出儘管戰時表明航空母艦的重要程度，將戰艦轉為航空母艦的建造工程對當時法國造船廠仍很陌生，甚至可以說是毫無經驗。最後法國當局決定讓·巴爾號維持最初黎希留級二號艦的方案，它將成為擁有重型防空武器的指揮艦，而主要武器可有效地對岸轟炸。

#### 重啟工程
1945年8月，讓·巴爾號駛離卡薩布蘭卡，前往法國瑟堡，當時法國大西洋沿岸只有瑟堡的乾塢可供使用。1946年3月，讓·巴爾號移動到布雷斯特兵工廠拉尼諾（Laninon）船塢。建造工作進展非常緩慢，因為建造中還包括修復在戰時受損的設施。
讓·巴爾號的新380公釐口徑主炮在戰後1945年至1947年間建造，這些砲管皆由呂埃爾海軍火炮建造部門建造，其中7隻裝置在讓·巴爾號上，第8隻火炮由先前在1943年時運送至美國並於達爾格倫射擊場當試驗品的那隻火炮運送回來，並重新安裝回讓·巴爾號。
戰艦的前控制塔裝置更多設施，然而艦上只有1組射控系統，不像黎希留號有2組射控系統，並且也不是最新型。艦上另安裝法國戰後最新研發的雷達系統。
最後讓·巴爾號共裝設8組測距儀，以下為測距儀資訊：
- 1具14（46英尺）長的OPL立體3倍徑測距儀裝設在射控系統之上，另有2具14（46英尺）長的OPL立體4倍徑測距儀分別裝設在2座主砲砲塔上，供380（15英寸）口徑主炮使用。
- 2具8（26英尺）長的OPL立體2倍徑測距儀分別裝在前船樓射控系統旁與候船樓上，另有3具8（26英尺）長的OPL立體2倍徑測距儀分別裝設在3座1936年型雙聯裝副砲上，供152（6.0英寸）口徑副砲使用。

1具ABM型射控系統雷達於1948年裝設在前船樓射控系統之上。
1948年11月，艦上裝設DRBV-10型於司令塔之上，以及DRBV-30型導航雷達裝設於主桅杆頂上。1949年6月，DRBV-20型對空監視雷達則分別於1949年6月與11月安裝在後主桅杆頂上。
1948年，艦上計劃安裝更強大的防空火砲，因而在船腹增加空間以便加大原本已經不足的空間，這使得讓·巴爾號船樑增加到35.5（116英尺）寬，而原本8座40公釐口徑波弗斯防空炮與12座厄利孔20毫米機炮仍保留在艦上。1949年1月，法國海軍對讓·巴爾號兩座主砲進行射擊測試，並於1949年2月7日記行航海測試，測試結果顯示，當讓·巴爾號排水量在46,500公噸（45,800長噸）時，最高航行速度可達32節（59每小時；37英里每小時）以上。讓·巴爾號的工程幾近完工，因而於1949年1月16日正式服役。

#### 完工與更新設備
自1950年完工後，讓·巴爾號開始陸續更新艦上的雷達系統。兩具ACAE型雷達與新型 152（6.0英寸）口徑副砲用射控系統安裝於艦上，但該型雷達並未證明非常可靠。1951年，DRBV-11型水面偵測雷達安裝在主桅杆頂上，而原本的DRBV-20型與DRBV-30型雷達則移至前桅杆。由於DRBV-11型雷達性能較低，預計要以DRBV-22型雷達取代之，但最後沒有執行。
DRBC-10A型雷達取代艦上原本的ABM型雷達，新型雷達證明在 25,000（27,000碼）範圍內非常有效。
1951年底，讓·巴爾號的第一號主砲被封存，而第二號主砲只被封存一部分，但因為蘇伊士運河危機爆發，2星期後被封存的第二號主砲再度啟用，並隨艦隊遠征蘇伊士。
在1955年到1957年之間，讓·巴爾號的彈藥庫存記錄為328顆美國製OPfK1943年型穿甲彈，406顆英國製OEA1945年型高爆彈，供380公厘口徑主砲使用；另外有750顆穿甲彈與2284顆高爆彈供152公厘口徑副砲使用。
防空方面，讓·巴爾號在建造過渡時期裝設的40公釐口徑波弗斯防空砲在1952年被移除，厄利孔20毫米機炮則被保留至1954年。
艦上遠程防空火力為24座100（3.9英寸）口徑防空炮裝在12座1946年型雙聯裝CAD內，另有28座57（2.2英寸）口徑波弗斯防空炮裝在14座1948年式雙聯裝ACAD內，所有新型防空炮於1952年到1953年間裝設完畢。
100公釐55倍徑1945年火炮使用13.3（29英磅）重的砲彈，在槍口初速855每秒（2,810英尺每秒）下射速可達20-25rpm，最遠射程可達17,000（19,000碼），在炮口仰角70度時最遠射程則可達11,500（37,700英尺）。
艦上1946年型雙聯裝CAD重26.55公噸（26.13長噸），與黎希留號的1931年型雙聯裝CAD（重13.5公噸（13.3長噸））相比下較重。這些防空火炮由4組陀螺穩定指向器控制，這些指向器從德國取得，當時這些指向器用於納粹德國海軍戰艦與巡洋艦裝設的10.5（4.1英寸）口徑高射炮上。但安裝在指向器上的ACAE型雷達性能較差，而152（6.0英寸）口徑火炮上已經更新為DRBC-30B型雷達，因此法國海軍計畫安裝57（2.2英寸）口徑防空炮取代，但最後沒有實行。
法國海軍希望在近程防空火力方面，將原裝設在艦上的40（1.6英寸）口徑防空炮以更大口徑的防空炮取代。最後決定以波弗斯57（2.2英寸）/60倍徑1947年型防空炮取代，這些火炮裝在法國製1948年型雙聯裝ACAD內。該火炮使用2.96（6.5英磅）重的砲彈，在槍口初速850每秒（2,800英尺每秒）下射速可達120 rpm，最遠射程可達14,500（15,900碼），在炮口仰角90度時最遠射程則可達5,500（18,000英尺）。雙聯裝ACAD總重18公噸（18長噸），由5組裝設DRBC 30B型雷達的射控指向器控制，並可自動追蹤目標。另有18座57（2.2英寸）口徑防空炮裝設在第18護航艦隊的絮庫夫級驅逐艦上；18座安裝在快速護衛艦隊'的科西嘉人級護衛艦與諾曼人級護衛艦上；E-50型與E-52型安裝在格瑞斯號與科爾伯特號防空巡洋艦上。

### 戰後
1955年5月1日，讓·巴爾號開始正式執勤。載著戴高樂總統訪問丹麥哥本哈根和挪威奧斯陸。7月，讓·巴爾號抵達紐約參加美國獨立戰爭中由羅尚博伯爵領導的法國船隻登陸紐波特175周年典禮。10月21日，讓·巴爾號在土倫接替黎希留號成為法國海軍南部群旗艦。
在讓·巴爾號的服役生涯中，艦上已經補充750至900名人員名額；當時艦上滿額人數預計為1500人。當參加蘇伊士遠征艦隊時，艦上服役人數達到1200名，但艦上武器只有第二號380（15英寸）口徑主砲、軸向152（6.0英寸）口徑副砲、一級艦上一半的防空砲可以運轉。
1956年，讓·巴爾號參加登陸塞得港的行動，在這次行動中，讓·巴爾號向埃及陸上設施發射4輪380（15英寸）口徑主砲，掩護登陸部隊。然而讓·巴爾號在此次掩護貢獻較少，大多數法軍的火力支援來自法國海軍航空隊，主要由阿爾羅芒謝萊班號航空母艦與拉法葉號航空母艦的F4U海盜式戰鬥機的艦載機編隊提供支援。讓·巴爾號之後的主要任務為護送法國第一外籍傘兵團從阿爾及爾到賽普勒斯。
1957年7月，在最後一次380（15英寸）口徑主砲射擊後，讓·巴爾號在8月1日轉為後備役，並在土倫的海軍學院擔任訓練艦。隨後在1957年到1958年間，一些改造讓·巴爾號的提議被提出來，包括將100公釐口徑1953年型海軍砲更新為100（3.9英寸）口徑1954年型海軍砲，或是仿照美國密西西比號，在艦上加裝導彈系統，但是當時法國沒有自製導彈的能力，因而提議設置美國研發的RIM-2飛彈在艦上。1964年，讓·巴爾號原要擔任法國在太平洋上的核武試驗的指揮艦，然而因改造價格過於昂貴，改由格瑞斯號巡洋艦取代。接下來幾年間，法國尚盧·高達為了拍攝後現代主義船隻電影狂人皮埃洛，借用讓·巴爾號進行拍攝，拍攝地點在土倫執行。
1968年，讓·巴爾號正式退役。1970年，讓·巴爾號在濱海拉塞訥拆解，其殘骸棄置在一戰傳奇軍艦土耳其嚴君塞利姆蘇丹號戰鬥巡洋艦附近。
縱觀讓·巴爾號服役時期，幾乎長時間都被當作實驗艦隻，較少參與軍事行動，主要原因之一是海軍預算削減，另一項因素是當該艦完工後，法國海軍已不採用戰艦當作主力艦，當時法國海軍的主力艦已經由航空母艦擔當，包括阿爾羅芒謝萊班號、拉法葉號、貝勒森林號，這些航空母艦能更有效地執行對地轟炸與支援陸軍等任務，在1950年代的印度支那戰爭、阿爾及利亞獨立戰爭、蘇伊士運河危機等已證明一切。然而，讓·巴爾號仍然是戰後最適合測試法國最新研發的海軍航空砲與雷達等測試平台。

## 照片集

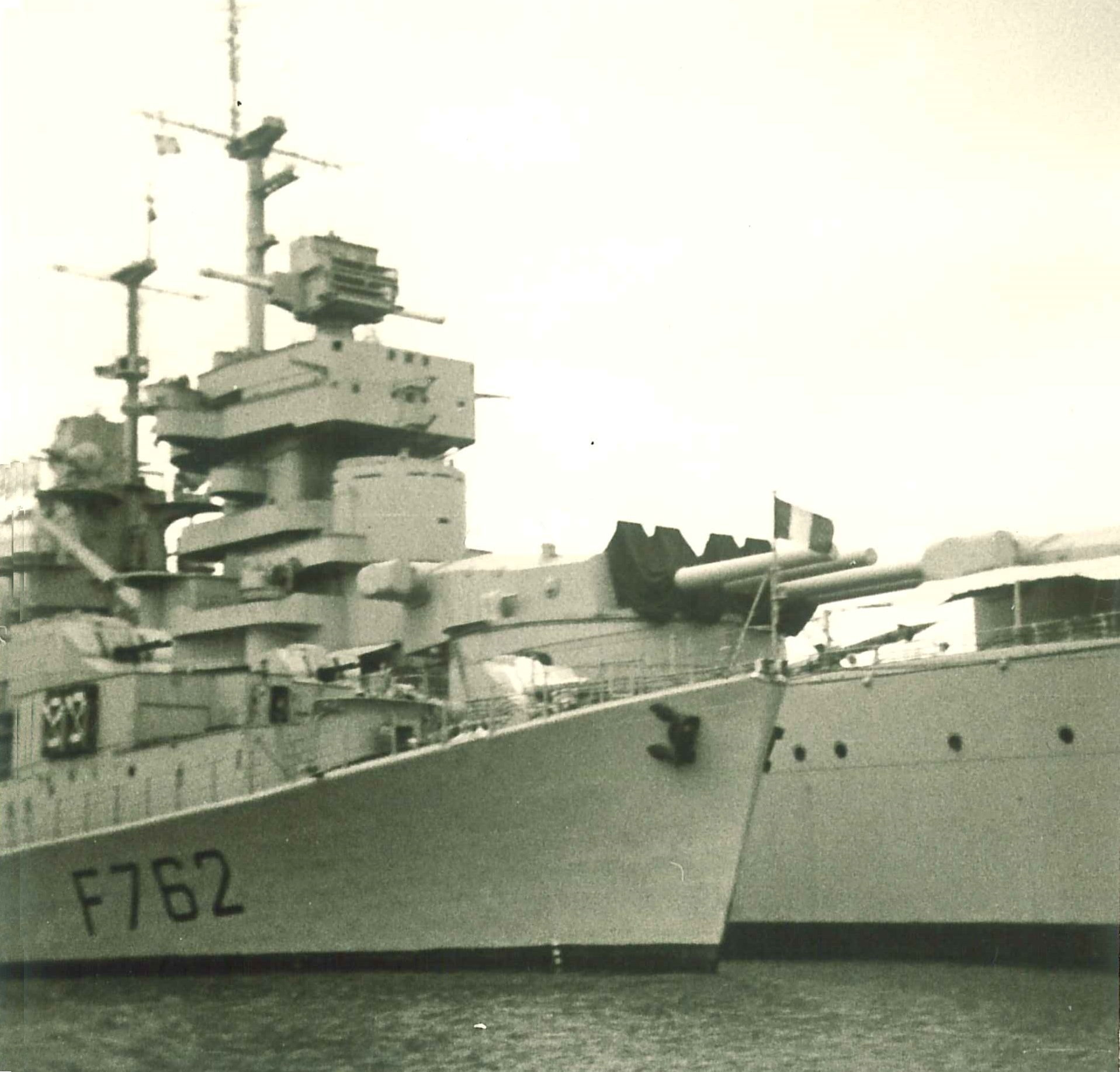
讓·巴爾號戰艦（1968年）